# Passerelle Léopold-Sédar-Senghor
Passerelle Léopold-Sédar-Senghor (česky Lávka Léopolda Sédara Senghora) je lávka pro pěší a cyklisty přes řeku Seinu v Paříži. Spojuje 1. obvod na pravém břehu, kde se nachází Jardin des Tuileries a 7. obvod na levém, kde stojí Musée d'Orsay.

## Historie
První most zde byl otevřen roku 1861 za účasti Napoleona III. pod názvem Pont de Solférino podle vítězné bitvy u Solferina v roce 1859. Most zde vydržel celé století, než byl v roce 1961 nahrazen železnou lávkou pro pěší. Ta byla odstraněna v roce 1992. Současná lávka byla vystavěna v letech 1997–1999 a pro veřejnost zprovozněna 14. prosince 1999 jako Passerelle de Solférino. Od 9. října 2006 nese jméno básníka a senegalského prezidenta Léopolda Sédara Senghora u příležitosti 100. výročí jeho narození.

## Architektura
Lávka překračuje řeku jediným obloukem. Konstrukce je z ocele a paluba z exotického dřeva z Brazílie, které bylo také použito k zakrytí horní plochy a přístupu nové budovy Francouzské národní knihovny. Na každém břehu je lávka ukotvena na betonových pilířích, které zasahují do hloubky 15 metrů. Stavba je 106 metrů dlouhá, 15 metrů široká a váží 150 tun. Lávka je opatřena lavičkami a pouličními lampami. Autor lávky Marc Mimram obdržel za své dílo v roce 1999 architektonickou cenu.